# تیونتیوگور
تیونتیوگور (به قزاقی: Tyuntyugur) یک دریاچه در قزاقستان است که در حوضه تورگای واقع شده‌است.